# (6328) 1991 NL1
A (6328) 1991 NL1 a Naprendszer kisbolygóövében található aszteroida. Henry Holt fedezte fel 1991. július 12-én.